# Prancha de temperamento
Uma prancha de temperamento, tradução literal de moodboard, ou painel de sentimento é um tipo de representação visual do projeto que pode ser composto de imagens, texto e amostras de objetos em uma composição da escolha do criador do quadro de humor. 

## Objetivo
O objetivo principal do painel de sentimento é inspirar o time de design envolvido no desenvolvimento do projeto. Isto porque, os painéis de sentimentos são normalmente utilizados nas etapas iniciais do processo de design com o objetivo de ajudar na compreensão do problema a ser enfrentado. 
A segunda funcionalidade essencial do painel de sentimentos é o incentivo à comunicação. Pois, o uso dessa ferramenta, a qual apresenta-se como um  plataforma de diálogo entre os envolvidos do processo de design, provoca e incentiva a discussão entre as partes interessadas.

## Usos
Pranchas de temperamento geralmente são utilizadas por designers gráficos para permitirem que uma pessoa possa ilustrar visualmente a direção do estilo que ela está perseguindo. Contudo, também podem ser utilizadas para explicar visualmente um certo estilo de escrita ou um enredo. Em resumo, elas não são limitadas a temas visuais, mas servem como uma ferramenta visual para informar rapidamente os outros do 'sentimento' (ou 'fluxo') global que um designer está tentando alcançar. A criação de pranchas de temperamento em forma digital pode ser mais fácil e rápida, mas objetos físicos geralmente tendem a imprimir um impacto maior nas pessoas devido ao conjunto de sensações físicas mais completas que a prancha oferece, em contraste com a prancha digital com impressões coloridas ou em prento e branco.
Christina Aguilera utiliza pranchas de temperamento para planejar seus álbuns. Stephen Webster foi inspirado pela prancha de Christina Aguilera e criou sua linha de joias a partir dele.

## Aplicações
Projetistas (designers), editores de moda, marketeiros e outros profissionais criam um moodboard para ilustrarem seus conceitos, ideias e referências para um projeto, trabalho, ensaio de fotos etc. Alguns projetos nos quais um painel de sentimento pode existir:
- Design de interiores
- Design de interfaces
- Sítios Web
- Design de marcas
- Comunicação de marketing (comércio)
- Filme
- Storyboard
- Vídeo game
- Pintura
- Ensaios de Moda
- Música

## Ferramentas
Abaixo encontra-se uma lista com opções de ferramentas  oferecidas pelo mercado que propõem auxiliar no processo de desenvolvimento dos painéis de sentimentos no seu formato digital. 
- GoMoodboard
- Niice
- InVision
- Canva
- Pinterest

1. 1 2  GARDNER, S.; MCDONAGH‐PHILIP, D. Problem Interpretation And Resolution via
Visual Stimuli: The Use Of ‘Mood Boards’ In Design Education. In:The Journal Of Art
And Design Education, 20 (1) pgs.57‐‐‐642001
2. ↑  https://br.hubspot.com/blog/marketing/como-criar-um-mood-board-5-ferramentas-para-visualizar-suas-ideias